# Melanagromyza meracula
Melanagromyza meracula este o specie de muște din genul Melanagromyza, familia Agromyzidae, descrisă de Spencer în anul 1973.
Este endemică în Venezuela. Conform Catalogue of Life specia Melanagromyza meracula nu are subspecii cunoscute.